# Новый Свет (Гродно)
Новый Свет — исторический район города Гродно, расположенный в северной части исторического центра, на правому берегу реки Неман, в пределах улиц Мицкевича, Островского, Ватутина, Реймонта и части улиц 17 Сентября и Горького.

## История
Первые постройки появляются во времена гродненского старосты Антония Тизенгауза, в конце XVIII века. 24 июня 1875 года, территория на севере Гродно вдоль бывшего «Станиславовского ключа» была присоединена к городу. Позднее район расширялся за счет владений князей Друцких-Любецких. Ансамбль совмещал различные архитектурные стили. Многие здания появилось во время нахождения города в составе II Речи Посполитой, когда здесь строились польские чиновники и офицеры, а также многочисленные эмигранты из бывшей Российской империи. Район был элитным. На Новом Свете проживали многие известные личности, в частности: мать писателя Юрия Олеши.
В 1905 г. газета Гродненские губернские ведомости писала об этом районе:
«Та часть нашего города, которая называется Новым Светом, принадлежит, как известно, к самым лучшим местам города Гродны. В этой местности в изобилии встречается всякого рода растительность, здесь же не наблюдается той скученности домов и населения, которую мы находим на других окраинах (Слободке, Форштадте).
Этим и объясняется то явление, что население города Гродны по воскресным и праздничным дням предпочитает прогуляться по Новому Свету. Казалось бы, наше городское общественное управление должно было всячески заботиться об уличном благоустройстве этой части города. А между тем, к крайнему нашему изумлению и недоумению, „отцы города“, по видимому, совершенно иначе понимают свои обязанности».

## Архитектура
Новый Свет представляет из себя квартал, застроенный зданиями различных стилей и периодов, построенными как из кирпича, так и из дерева, кроме того, имеются полудеревянные-полукаменные постройки. В 20-30 годы XX века были возведены здания в стиле конструктивизма, в том числе редкие образцы этого стиля, выполненные из дерева. Представлены здания с элементами модерна, белорусского народного зодчества, польского национального закопанского стиля и прочих.

## Борьба за сохранение
В начале 2000-х гг. в городе началась масштабная реконструкция, которая затронула в том числе и район Нового Света. В течение августа и сентября на улице Горького была снесена Золотая горка, это около десятка деревянных зданий. Впервые о важности сохранения Нового Света заявили гродненские историки Андрей Чернякевич и Андрей Вашкевич. Новому Свету был посвящен целый выпуск ежегодника Город Святого Губерта в 2006 г., где фиксировалась ситуация по сносу зданий на территории района.
Переломным моментом в борьбе за сохранение Нового Света стало 6 октября 2006 года, когда был уничтожен бывший дом Пашковича, известный как «Горячий хлеб», располагавшийся на углу улиц Горького и 17-го сентября. Это вызвало протест историков и общественности. Началась кампания по защите Нового Света. В 2007 г. был проведён фотопленер «Сохрани Новый Свет». В 2008 году в администрацию города было направлено обращение сотрудников кафедры истории Белоруссии Гродненского государственного университета имени Янки Купалы с просьбой начать мероприятия по научному изучению Нового Света и его использованию в качестве туристического объекта. Обращение было подписано завкафедрой профессором Светланой Морозовой. В этом же году вышла книга Андрея Чернякевича о Новом Свете, был снят документальный фильм «Гродненский Новый Свет», активисты Кристина Марчук и Надея Завиновская провели акцию в самом Новом Свете.
В ноябре 2009 года представители общественности Гродно направили письмо министру культуры Павлу Латушко с предложением о сохранении и восстановлении района городской застройки Новый Свет. По инициативе Гродненского городского исполнительного комитета 13 января 2012 года состоялось заседание рабочей группы по разработке концептуальных подходов для регенерации района. Тогда же с целью обратить внимание на архитектурную и историческую ценность этого района Андреем Чернякевичем была проведена экскурсия для председателя облисполкома Гродненской области Семёна Шапиро. Кроме того, историками был подготовлен проект регенерации квартала. Однако несмотря на все мероприятия гродненских историков и других неравнодушных граждан уничтожение зданий в Новом Свете продолжилось.
В 2017 году краевед Евгений Асноревский собрал более 600 подписей под петицией за сохранение зданий Нового Света и направил её в администрацию города. В 2019 году историк Мечислав Супрон и журналист Руслан Кулевич, на приёме у председателя гродненского горисполкома, получили разъяснения относительно ценных деревянных строений Нового Света. В администрации пояснили, что деревянные здания, якобы из-за отсутствия определённых норм, не могут быть приспособлены для коммерческого использования, а Министерство культуры Республики Беларусь не признаёт дома памятниками архитектуры. Эти факты были названы в качестве препятствий для сохранения деревянных особняков района Новый Свет.
19 декабря 2019 года, несмотря на протесты общественности, был снесён крупный образец деревянной эклектики по адресу Волковича 23.